# レオン・フラピエ

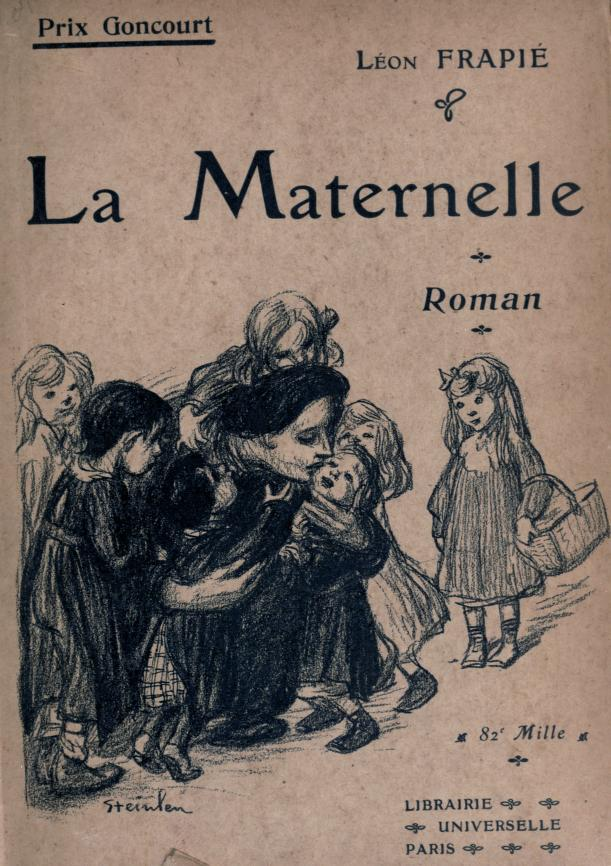
『母の手』の表紙絵

レオン・ウジェーヌ・フラピエ（フランス語:Léon Eugène Frapié、1863年1月27日 - 1949年9月29日）は、フランスパリ出身の小説家。
初代ゴンクール賞受賞者ジョン＝アントワーヌ・ノーに次いで、保育園に務める主人公ローズと、貧民層の子供達の様子を写実的に書いた『母の手』により1904年の第2回ゴンクール賞を受賞したことで知られる。
フラピエの『母の手 (1933年の映画)』は1933年にフランスの映画監督ジャン・ブノワ＝レヴィ、マリー・エプスタンによって映画化された。この映画では主人公のローズは当時コメディ・フランセーズで人気を博していたマドレーヌ・ルノーが演じ、1935年にナショナル・ボード・オブ・レビュー賞トップ外国映画部門を受賞した。
また『母の手 (1949年の映画)』は1949年にも同国の映画監督アンリ・ディアマン＝ベルジェによって映画化されている。
その他の代表作に『女生徒（L’Écolière）』があり、これは太宰治の短編小説『女生徒』の由来となった。
パリの20区にあるレオン・フラピエ通りに名を残している。

## 作品
- 『田舎の女教師（L'Institutrice de province）』（1897年） - フラピエの処女作
- 『Marcelin Gayard』（1902年）
- 『女の手（La Maternelle）』（1904年） - 第2回ゴンクール賞受賞作、深尾須磨子訳、平凡社から出版されている
- 『Les Obsédés』（1904年）
- 『女生徒（L’Écolière）』（1905年） - 桜田佐訳、岩波文庫から出版されている
- 『La Boîte aux Gosses』（1907年）
- 『La Figurante』（1908年）
- 『Les Contes de la maternelle』（1910年）
- 『Les Contes de la guerre』（1915年）
- 『Les Bonnes Gens』（1918年）
- 『Nouveaux Contes de la maternelle』（1919年）
- 『Les Amies de Juliette』（1922年）
- 『Les Filles à marier』（1923年）
- 『La Divinisé』（1927年）
- 『L'Enfant perdu』（1929年）
- 『Gamins de Paris』
- 『Les contes de Paris』